# Frederik VIII (skib)
S/S Frederik VIII var et dansk dampskib som sejlede på Skandinavien-Amerika Linien som var ejet af D.F.D.S. Frederik VIII var et stålskib som blev bygget i 1913 af det tyske skibsværft Vulcan Werke i Stettin (nu i Polen). Frederik VIII sejlede på ruten mellem København og New York via Oslo (Kristiania) og Kristiansand fra 1914 til 1935 og var det største danske passagerskib som har sejlet transatlantisk.
Skibet har også lejlighedsvist sejlet til Philadelphia og til Halifax. I 1924 sejlede Frederik VIII 2 ture København-London i forbindelse med British Empire Exhibition i Wembley. I 1924 sejlede Frederik VIII også et krydstogt i Middelhavet. Turen gik København-Lissabon-Barcelona-Monaco-Genova-Napoli-Palermo-Algier-Gibraltar-København. Blandt passagerne på krydstoget var Kronprins Frederik (den senere Frederik 9.)

## Ulykker
På vej fra London til København 23. august 1924 kolliderede Frederik VIII med damperen S/S Royal Fusilier af Leith på Themsen. Frederik VIII blev en del beskadiget efter Royal Fusilier løb ind dets styrbords side.
21. november 1930 stødte Frederik VIII på en sten på havbunden i Kroneløbet efter udsejlingen fra Københavns Frihavn og fik en læk.

## Skibet
Frederik VIII var på 11.850 bruttoregisterton. Længden var 523,5 fod (159,6 m). Det havde 2 master, 2 skorstene, 2 skruer og kunne sejle 17 knob. I den oprindelige konfiguration var der plads til 250 passager på 1. klasse, 300 på 2. klasse og 1.000 på 3. klasse.
Frederik VIII havde gyrokompas og autopilot som det første oceangående skib.
Skibet blev ophugget i Blyth i Skotland i 1936.